# Hemisaga
Hemisaga es un género de insectos ortópteros de la familia Tettigoniidae.

## Especies
Este género contienen las siguientes especies:
- Hemisaga elongata
- Hemisaga lucifer
- Hemisaga vepreculae